# لانس (تیرول)
لانس (به آلمانی: Lans) یک منطقهٔ مسکونی در اتریش است که در اینسبروک لند واقع شده‌است. لانس ۶٫۰۳ کیلومتر مربع مساحت دارد ۸۶۷ متر بالاتر از سطح دریا واقع شده‌است.

## خواهرخوانده
شهر Boutigny-sur-Essonne خواهرخواندهٔ لانس (تیرول) هست.